# 狙擊陌生人
《狙擊陌生人》（英語：Unknown）是一部2011年由贊美·哥勒施拉執導的動作驚悚片，連恩·尼遜、詹紐瑞·瓊斯、艾丹·奎因及黛安·克魯格主演，劇情根据法国作家迪迪埃·范考韦拉特所写的2003年法国小说《遺忘》（英文名：Out of My Head）改编而成。於2011年2月18日在美國上映。影片入围了第61届柏林电影节的竞赛单元。

## 劇情
美國大學教授馬丁·哈里斯陪妻子麗茲蒞臨柏林參加生物技術研討會，夫妻倆到達阿德龍飯店正要入住房間時，馬丁突然發現他存放證件的公事包忘在機場，便自行搭一輛計程車回去取。然而計程車在路程中發生車禍，整輛車落入橋河中，頭部遭受撞擊而陷入昏迷的馬丁被計程車司機吉娜救上岸，而她因為身為波斯尼亞非法移民便只能悄悄遠離現場。送醫的馬丁整整昏迷四天後才清醒，因頭部撞擊而出現失憶狀態，直到看電視新聞才想起自己是來參加研討會，便立刻離開醫院去見妻子。然而他回到飯店時，卻發現參加晚宴的麗茲身邊跟著另外一名陌生男子，其同樣身為馬丁·哈里斯。麗茲表示她完全不認識馬丁，而身邊的男子才是自己的丈夫，馬丁因此被保安趕出會場，想辦法讓飯店經理調閱自己大學網站上的資料時，卻發現資料上的照片卻也變成麗茲所跟的「頂替者」。
身無分文的馬丁只能離開飯店，試圖打電話求助在美國的大學同事洛尼·科爾也轉入其語音信箱。他隨後突然注意到有人跟蹤他，搭地鐵甩掉他後靠他腦子裡的破碎記憶寫出一系列數字和詞語，想起他隔天要去見生技教授里歐·布萊斯勒。馬丁隔天趕到布萊斯勒的實驗室卻再度撞見頂替者，目睹他亮相身份資料以及陪麗茲一起拍的夫妻合照，陷入身份危機的馬丁因經不起壓力而昏倒在地，送回醫院被醫生診斷可能是因頭部創傷而將想像的身份當真。馬丁做完磁共振成像後，地鐵站中出現的殺手史密斯再度現身，殺死一名護士後準備毒殺他，但馬丁還是迅速逃出醫院。
馬丁照護士的提議，拜訪並求助曾擔任東德國家安全部探員的私家偵探恩斯特·尤根，而尤根無法斷言對方是如何完美頂替他的身份，提議馬丁要盡他所能去證明自己的身份。馬丁找到之前車禍中救過他的司機吉娜，答應事成給她酬勞才勉強讓她答應。夜晚，吉娜將馬丁收留回公寓時，史密斯伴隨另一名殺手瓊斯再次前來拿毒針殺他。吉娜插手刺死史密斯救下馬丁，兩人駕車逃離至人多的夜店躲避，無處可去的吉娜僅能跟馬丁一起生存。由於找不出任何關於自己身份的線索，馬丁趁隔天麗茲獨自到美術館參觀時見她一面，而麗茲這次終於承认了馬丁，並交代他要拿忘在機場的公事包來證明身份。
就在馬丁在外四處奔波的同時，尤根也在幫忙尋找馬丁的線索，他得知馬丁即將參加的研討會，出席者包括沙特阿拉伯的沙達王子，其贊助過布萊斯勒的研究，而且曾經多次躲過極端份子策劃的刺殺襲擊。尤根懷疑頂替馬丁身份的不明人士很可能是策劃襲擊的人，並即將在研討會上再次行刺沙達王子。同時，尤根接到馬丁大學同事科爾聯絡，抵達柏林的科爾來到他住處會見時，尤根剛好發現一個專門以暗殺聞名的秘密組織「十五區」。當尤根推論科爾就是其中一員，而這次來就是要殺他後，尤根為了保護馬丁便在他面前吞毒自盡。
馬丁到機場的失物招領處取回自己的公事包與證件，吉娜也準備和他分道揚鑣，然而馬丁剛出機場就被科爾和瓊斯劫走，帶去一座廢棄停車場。科爾揭露馬丁實為十五區的核心幹部，其所認知的「馬丁·哈里斯」身份都是他自己虛構。麗茲身為扮演他妻子的搭檔，然而馬丁不慎失憶、還與他編造的身份混為一體後導致計劃受挫，不得不由頂替者出動繼續任務。科爾嘲諷馬丁近來以不明身份作鬥爭，吉娜及時開車跟過來撞死瓊斯，同時將科爾身在的廂車撞下樓使他葬身火海。馬丁撿回公事包中的一系列空白證件，回憶起自己原來的真面目而陷入絕望，身邊的吉娜告訴他要把握當下並將功贖罪。
吉娜翻到公事包裡的一本加拿大證件得知馬丁三個月前曾用另一個假身份來過柏林，而馬丁想起自己當時在飯店豪華套房中設置過炸彈，用來行刺該晚入住飯店的沙達王子。兩人立刻趕到飯店阻止，讓酒店人員調閱三個月前他來過飯店的錄像而證實說詞後，經理於是下令疏散整間飯店。但馬丁想起自己寫的一系列筆記，意識到沙達王子的暗殺只是假像，真正目標其實是布萊斯勒教授，源於他近期研發出可以在任何艱苦條件下生存的玉米種子；而組織行刺他是為了掌握其研究再以高價賣到黑市。如同馬丁推論，麗茲陪頂替者複製到布萊斯勒電腦的資料與數據後，頂替者正準備從背後殺害布萊斯勒滅口，但馬丁及時跑過來阻止，與他展開生死對決。麗茲為了解除不需要用的炸彈而回去套房，卻沒來得及拆解就被近距離炸死，剛複製完的重要資料也被炸成灰。
受爆炸波及的馬丁因頭部衝擊而回憶起所有的一切，成功擊敗並殺死頂替者後，陪吉娜互相扶持離開飯店。事後，“僥倖逃生”的布萊斯勒教授受沙達王子協助，將他的植物研究公佈並免費給世界各國使用。而馬丁和吉娜共同用兩本夫妻的證件，共同用新身份搭火車離開柏林。

## 角色
| 演員                      | 角色                                        |
| 連恩·尼遜                 | 馬丁·哈里斯 Dr. Martin Harris               |
| 黛安·克魯格               | 吉娜 Gina                                   |
| 詹紐瑞·瓊斯               | 伊莉莎白·“麗茲”·哈里斯 Elizabeth "Liz" Harris |
| 艾丹·奎因                 | 馬丁（頂替者） Martin B.                    |
| 法蘭·朗基拿               | 洛尼·科爾 Rodney Cole                       |
| 布鲁诺·冈茨               | 恩斯特·尤根 Ernst Jürgen                    |
| 塞巴斯蒂安·科赫           | 里歐·布萊斯勒 Prof. Leo Bressler            |
| 斯坦奇·艾塞克             | 瓊斯 Jones                                  |
| 莱纳·波克                 | 施特勞斯經理 Herr Strauss                   |
| 米多·哈馬達               | 沙達王子 Prince Shada                       |
| 克林特·戴爾（Clint Dyer） | 比科 Biko                                   |
| 卡爾·馬可維奇             | 法爾格博士 Dr. Farge                        |
| 伊娃·勒鮑                 | 葛麗琴·愛福特 Gretchen Erfurt               |

本片有不少德國演员客串。

## 制作

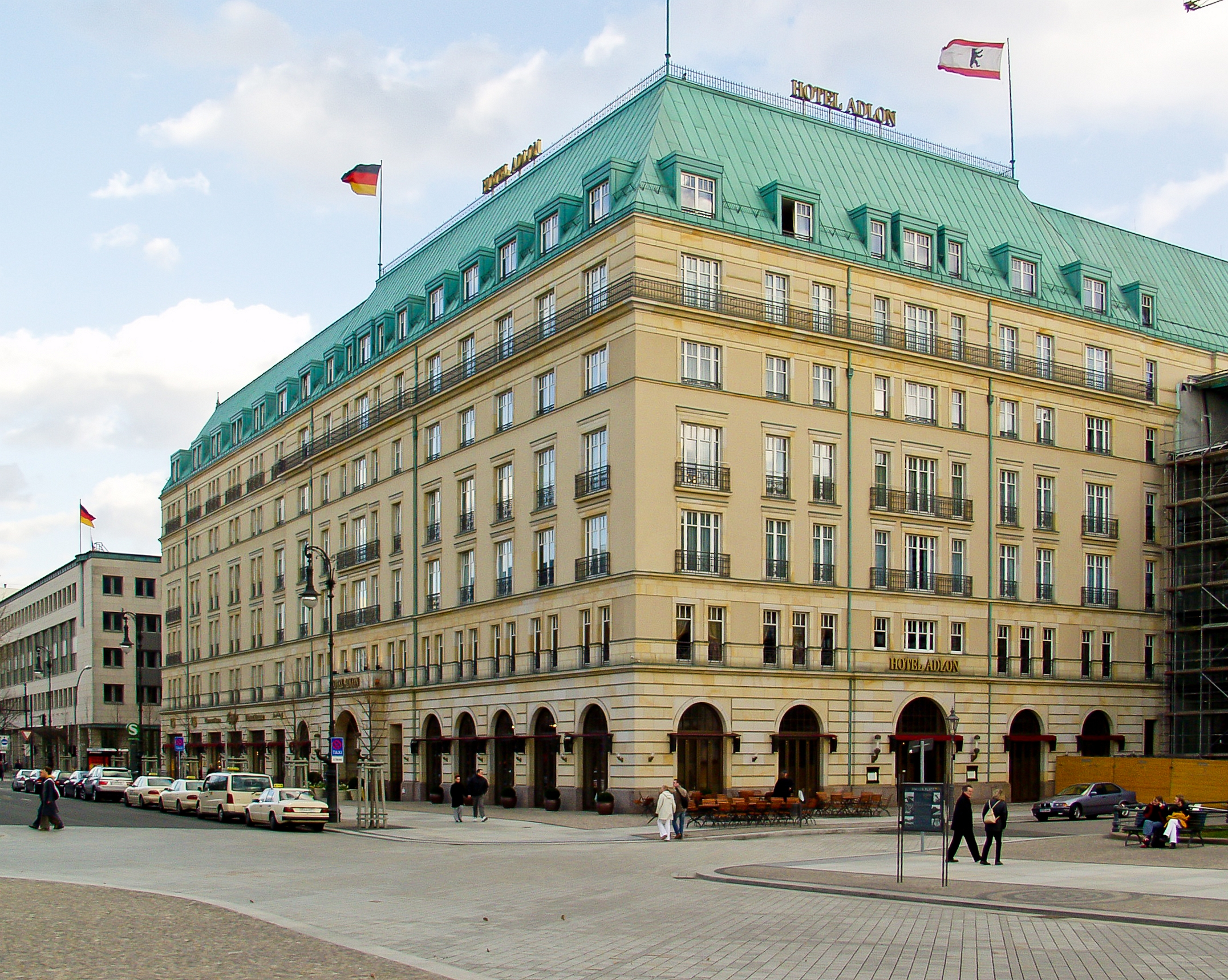
阿德隆酒店

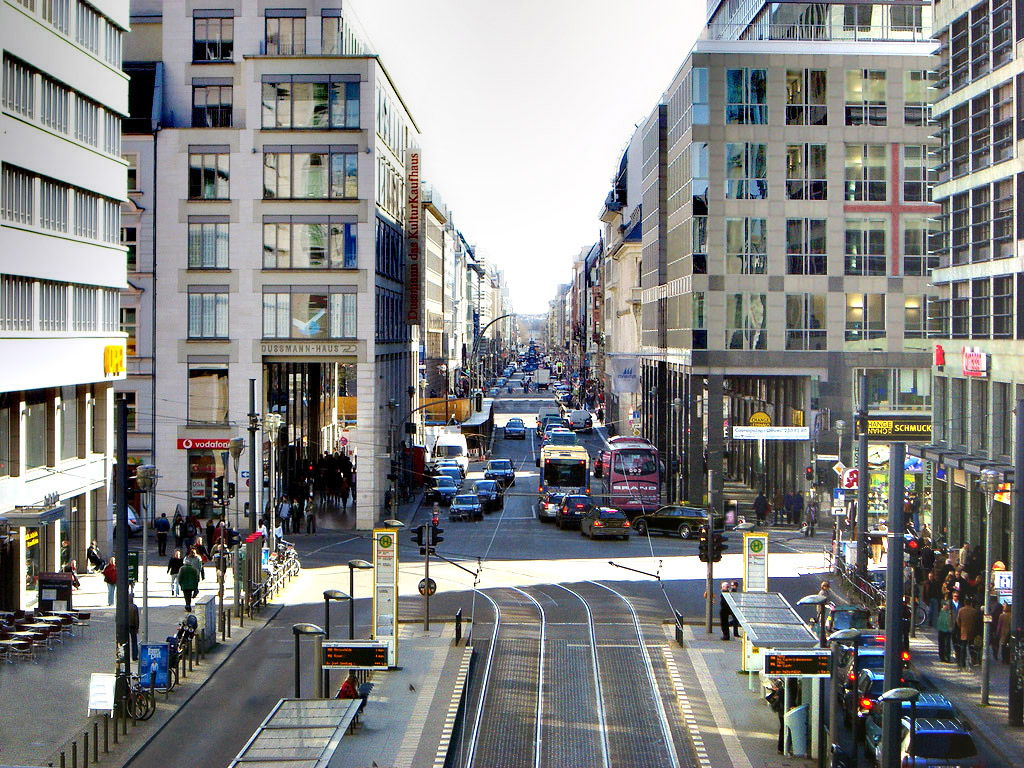
柏林腓特烈大街，它是片中车辆追逐场面的拍摄地

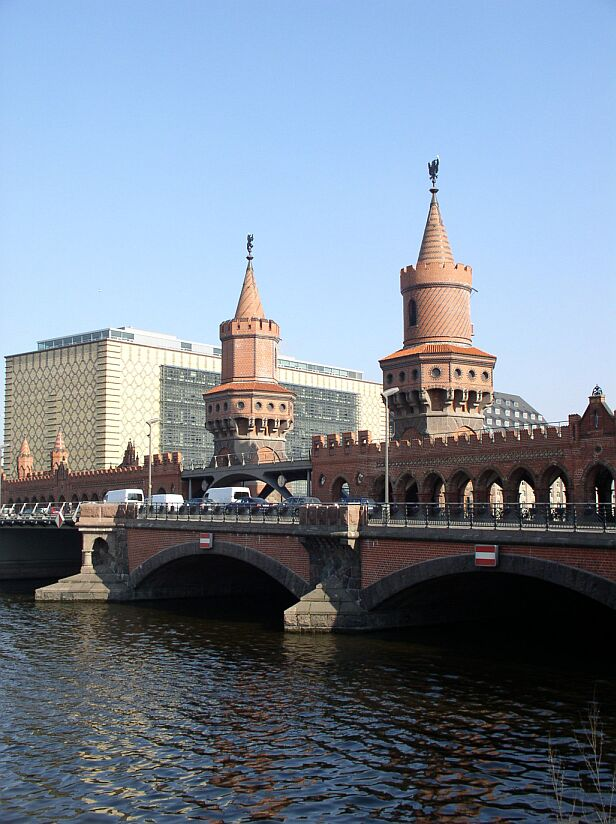
奧伯鮑姆大桥，片中的士从这里落入河水

2010年2月上旬，本片在柏林和巴貝爾堡攝影棚开拍。的士落入河中的大桥是奧伯鮑姆橋。腓特烈大街大街是拍摄追逐场面的地点，为了拍好该地关闭了数个晚上。其他主要拍摄地有阿德隆凱賓斯基酒店、新國立美術館、柏林中央車站、柏林腓特烈大街車站、巴黎广场、博物館島、奥拉宁堡大街以及莱比锡/哈雷机场。本片成本是4000万美圆，而黑暗城堡娛樂公司（Dark Castle Entertainment）承担3000万美圆，德国公共电影资金（German public film funds）提供了465万欧元（600多万美圆）。

## 發行

### 评价
爛番茄新鮮度56%，基於192條評論，平均分為5.8/10，而在Metacritic上得到56分，收穫兩極的評價。

### 票房
美國於2011年2月18日上映，且以2177萬美元的票房位居當週冠軍。根據統計，首映週末在29個地區中，售出約1320萬張門票。
| 上一届： 《愛情大臨演》 | 2011年美國週末票房冠軍 2月20日 | 下一届： 《放風通行證》 |
| 上一届： 《異形侵略戰》           | 2011年香港一週票房冠軍 第12週  | 下一届： 《單身男女》   |